# Cornelia Ardelean Archiudean
Cornelia Ardelean Archiudean (n. 20 martie 1952, Ocnița) este o interpretă de muzică populară românească.

## Biografie

### Copilăria
S-a născut în satul Ocnița, comuna Teaca, județul Bistrița-Năsăud, fiind  al treilea copil al lui Viluț Vasile Ardelean și a Violinăi Viorelia, din casa „de sub jii”.

### Debuturi
Și-a început cariera de profesionist la București, la Casa de Cultură a Sectorului 5, unde a și studiat la Școala Populară de Artă cu profesoara Angela Moldovan.
În ajunul Crăciunului anului 1971 a participat la prima etapă a concursului de interpretare a cântecului popular - Floarea din grădină. În iunie 1972 s-a prezentat la cea de-a doua etapă. Dupa castigarea etapei a doua a concursului Floarea din gradina a activat în cadrul Ansamblului folcloric Ciocârlia - rampă de lansare pentru mulți interpreți ai muzicii populare românești. A cântat în multe spectacole cu artiștii de la acest ansamblu folcloric dar si cu alte formatii artistice din București.

### Repertoriul
Cornelia Ardelean Archiudean are un repertoriu alcătuit din peste 200 de cântece ( muzică populară, cântece religioase și colinde din Zona de Câmpie a Transilvaniei.

### Viața personală
După mutarea în orașul Bistrița, s-a căsătorit cu Florentin Archiudean - militar de carieră, fost coleg de bancă în clasele I - IV la școala generală din Ocnița. 
La împlinirea frumoasei vârste de 50 de ani și odată cu sărbătorirea a 25 de ani de căsătorie,  colegii de breaslă, din Bistrița i-au făcut o frumoasă surpriză, organizând o nuntă de argint minunată la cercul militar Bistrița,  nănași fiind Alexandru și Eugenia Pugna, Matilda Pascal Cojocărița și Ștefan Cigu.Evenimentul s-a petrecut după spectacolul de lansare la Centrul Cultural Municipal Bistrița, a două compact discuri - ''M-o facut mama jucând''si ''Poruncit-o badea-l meu'', inregistrate la studioul Orseviva din Cluj Napoca. I-au fost alături mulți colegi de cântec alături de celebra realizatoare TV Elise Stan și de apreciata interpretă a cântecului de pe Valea Someșului - Valeria Peter Predescu și bunul prieten Petre Petruse.

## Distincții
În septembrie 2011  i s-a acordat distincția de cetățean de onoare al comunei Monor din județul Bistrița Năsăud. În aprilie 2012 i s-a acordat distincția de cetățean de onoare al comunei Teaca din județul Bistrița Năsăud, iar casa de cultură a comunei îi poartă numele. La 13 iulie 2012 i s-a acordat distincția de cetățean de onoare al municipiului Bistrița.

## Discografie

Coperta primului disc realizat de artista Cornelia Ardelean Archiudean intitulat Cornelia Ardelean

Primul disc apărut se intituleaza Cucule ce pene porti și a fost inregistrat cu orchestra radio Bucuresti dirijată de George Vancu. Urmatorul disc imprimat la Electrecord București, pe vinilin(!) s-a intitulat Drag mi-i badea subțirel ( 16 piese). Au urmat numerase compact discuri ( CD) și casete audio. La Studioul Glas Transilvan din Cluj Napoca - CD -ul si caseta Cucule ce pene porți ( 16 piese noi), La studioul Sonex din Zalău, caseta și CD-ul Zi-mi ceteraș zi-mi cu foc ( 12 piese ), In 1992, dublul compact disc M-o făcut mama jucând ( 16 piese) și Poruncit-o badea-l meu ( 16 piese) la studioul Orseviva condus de Sergiu Vitalian Vaida. 
In toamna anului 2015, artista a scos pe piață albumul de cântece ȚI-AM CÂNTAT LUME O VIAȚĂ, ( 19 PIESE) culese din satul Ocnița și înregistrate in stil tradițional la Studioul maestrului Florentin Labiiș Pop, cu o orchestră dirijată demaestrul Anghel Urs.
Cântecele religioase ( pricesne și cântece de strană) au fost realizate și imprimate pe CD-urile; Blandul Păstor-pricesne ( 8 piese) la Studioul Glas Transilvan din Cluj Napoca, Duhule Sfinte Lumină Lină ( 9 piese), studioul Mirebon, Bistrița și Iisuse veșnic călător produs de Studioul Libris din Brașov ( 12 piese).
Colinde străbune - artista a înregistrat, prima în Romania,după 1989 două CD-uri cu colinde originale, cu grupul de colindători VIN COLINDĂTORII  de la Cercul militar Bistrița - S-a născut un prunc în iesle, Glas Transilvan Cluj Napoca, 1996 ( 16 colinde) și albumul Hai cu toții să suim, Studio Center Beclean, 1998 (13 colinde). În anul 2003 a inregistrat cu grupul de copii Doinița al Cercului militar Bistrița, 25 de copiii, albumul de colinde Copilule cu ochi senini (17 colinde culese din satele câmpiei transilvane) 